# Угренинов, Владимир Яковлевич
Владимир Яковлевич Угренинов (1941—2016) — советский и казахский спортсмен и тренер.
Мастер спорта СССР (1962), Заслуженный тренер Казахской ССР (1973), Заслуженный тренер СССР (1980), Заслуженный работник Республики Казахстан (1994), Почетный гражданин Алматинской области (2001).
Является автором более 100 статей и публикаций.

## Биография
Родился 1 января 1941 года в городе Алма-Ата Казахской ССР.
В 1962 году окончил спортивный факультет Казахского государственного института физической культуры. Работал старшим тренером-преподавателем областного спортивного общества «Кайрат». С 1968 года был тренером национальной сборной Казахской ССР.
С 1992 года — заместитель председателя центрального совета ДСО «Кайрат». С 1994 года работал в областной администрации начальником Управления по делам молодежи, туризма и спорта. С 1999 года был заместителем председателя правления Республиканского центра олимпийской подготовки. В 2001 году Владимир Яковлевич получил звание почетного профессора Казахской Академии спорта и туризма. Был членом партии Нур Отан.
Был женат, имел двоих сыновей — Михаила (род. 1968) и Дмитрия (род. 1971).
Находясь на тренерской должности, воспитал более 60 мастеров спорта, в том числе олимпийского чемпиона Жаксылыка Ушкемпирова. За свою работу был награждён советскими медалями «За доблестный труд» и «Ветеран труда», а также медалями Казахстана — «Астана» и «10 лет независимости Республики Казахстан».
Умер 21 сентября 2016 года, похоронен на Алматинском городском кладбище на проспекте Рыскулова.

## Награды
- Почётный знак «За заслуги в развитии физической культуры, спорта и туризма» (28 ноября 2013 года, Межпарламентская ассамблея СНГ) — за  значительный вклад в развитие физической культуры, спорта и туризма в государствах — участниках Содружества Независимых Государств, реализацию идей сотрудничества в данной сфере[4].